# Oediblemmus olcesei
Oediblemmus olcesei is een rechtvleugelig insect uit de familie krekels (Gryllidae). De wetenschappelijke naam van deze soort is voor het eerst geldig gepubliceerd in 1885 door Bolívar.